# Puerta del Paraíso

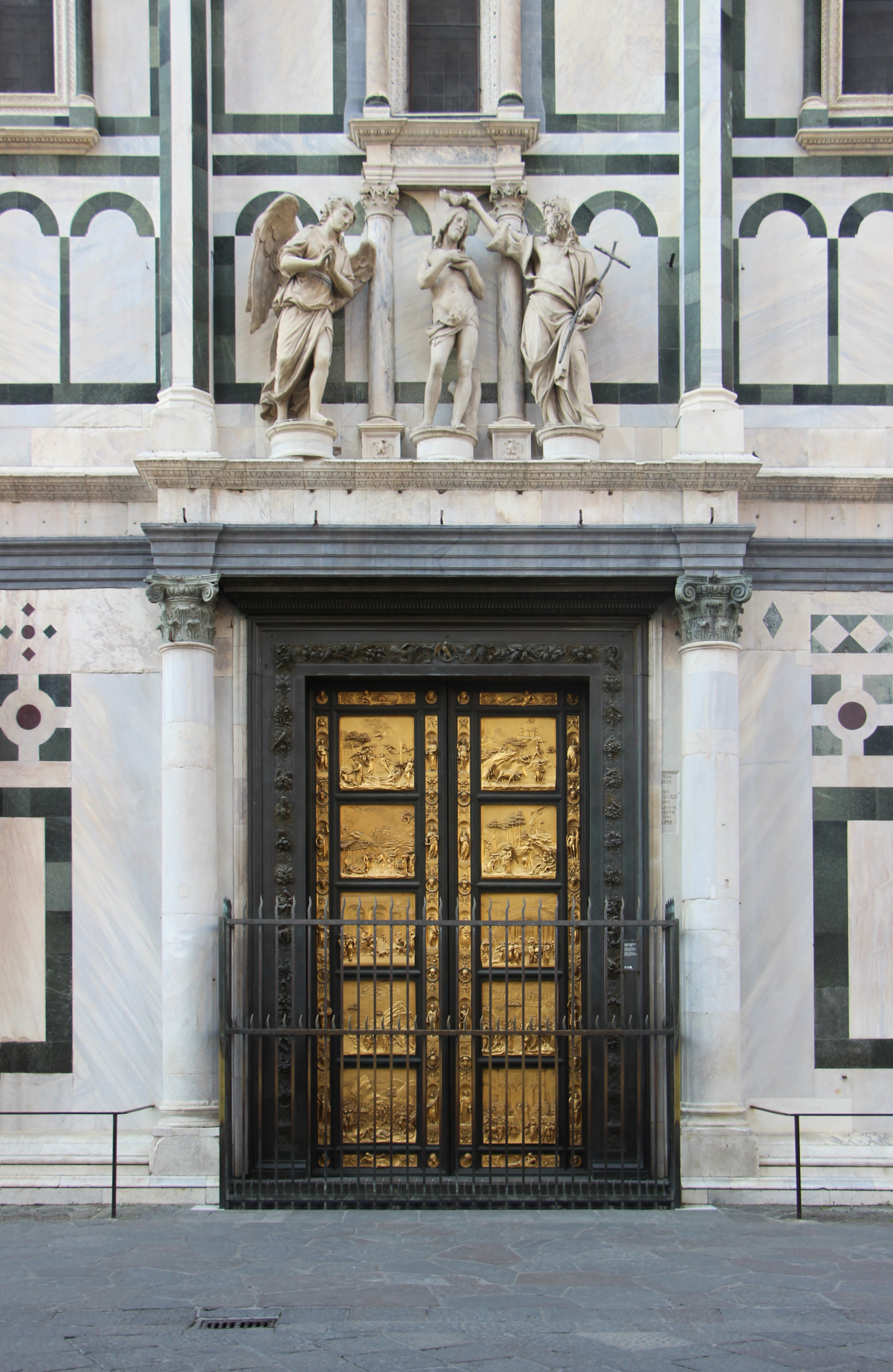
La Puerta del Paraíso, Baptisterio de Florencia, Italia.

La Puerta del Paraíso (Porta del Paradiso, en italiano) es el nombre con el que se conoce popularmente a la puerta este del Baptisterio de Florencia. Se encuentra ubicada frente a la catedral de Santa María del Fiore. Es obra del escultor y orfebre italiano Lorenzo Ghiberti, quien la comenzó en 1425 y la finalizó en 1452.
La "Puerta del Paraíso" es la obra cumbre de Ghiberti y una de las producciones más destacadas del Renacimiento. Completamente dorada, fue puesto el sobrenombre de del Paraíso por Miguel Ángel Buonarroti. Su popularidad en el Renacimiento fue considerable. El arquitecto y pintor Giorgio Vasari dijo de ella que era “la obra de arte más fina jamás creada”.
En 1772 el pintor Anton Raphael Mengs consiguió del gran duque de Toscana y Emperador del Sacro Imperio Romano Germánico Pietro Leopoldo quien estaba casado con María Luisa de Borbón (quinta hija de Carlos III y María Amalia de Sajonia) una autorización para realizar un vaciado de las puertas, no exento de controversia. En aquel momento se dijo que este acto habría estropeado la pátina de oro de los bronces lo que ocasionó que nunca más se permitiera la confección de moldes de las puertas. Estos moldes únicos viajaron como parte de la gran colección de vaciados que amasó Mengs entre Italia y España. Finalmente el pintor los regaló al Rey Carlos III y hoy día se conservan en la Real Academia de Bellas Artes de San Fernando en Madrid.
El Museo Victoria y Alberto de Londres conserva una copia de las puertas realizada mediante electrotipia en 1867.
Después de la inundación de Florencia en 1966, la puerta fue sustituida por una réplica y los paneles originales fueron restaurados y se  conservan en el Museo dell'Opera del Duomo que se encuentra en las inmediaciones.

## Antecedente: La Puerta Norte

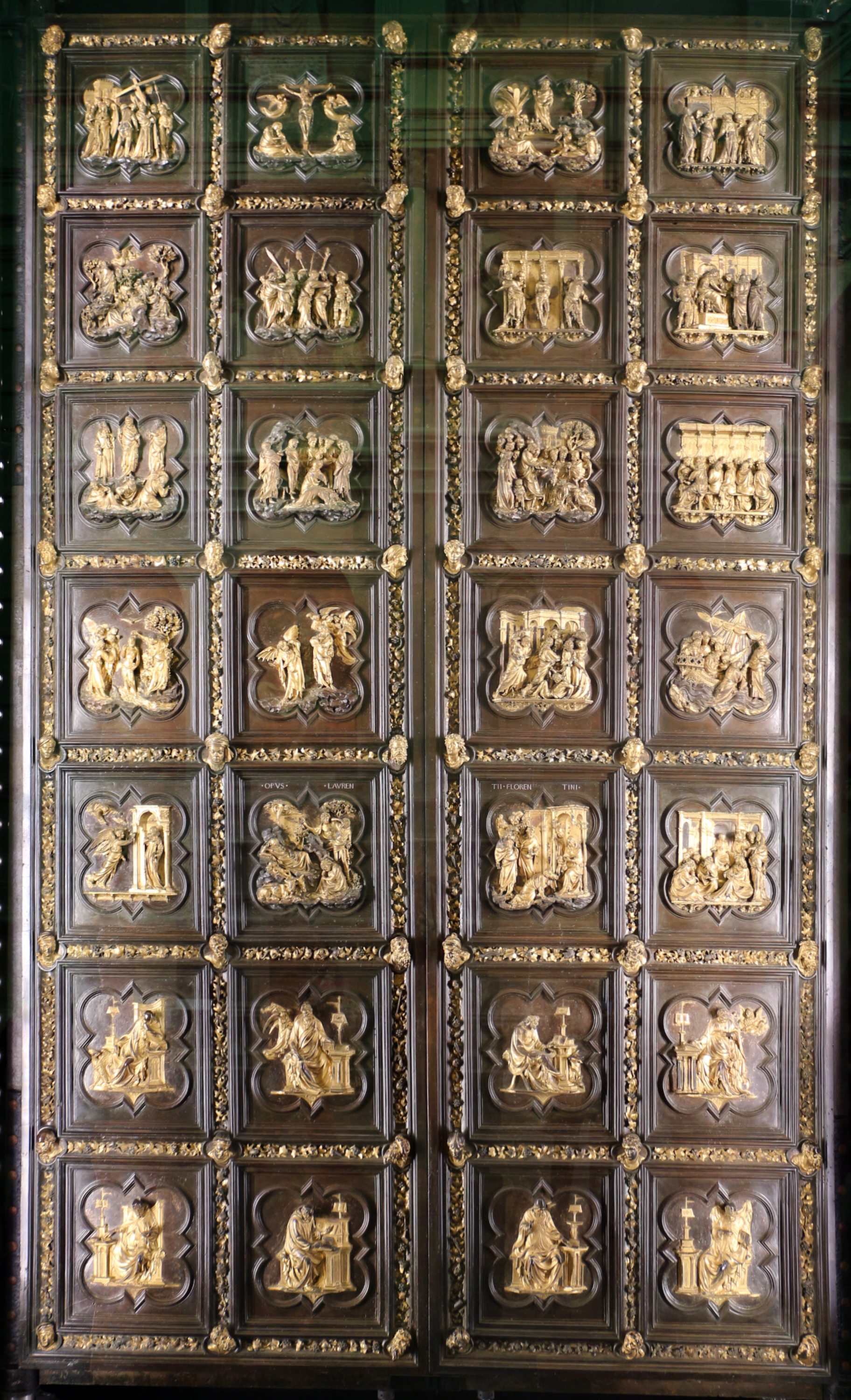
Puerta norte.

La construcción de la puerta que se encuentra en el lado norte del Baptisterio fue el resultado de un célebre concurso organizado en 1401 por los Calimala (gremio de los tejedores), en el que había participado también Filippo Brunelleschi. El concurso consistió en esculpir en un cuarterón, el tema del sacrificio de Isaac por Abraham en el Antiguo Testamento. El cuarterón de Filippo Brunelleschi fue rechazado por ser muy moderno. En cambio el de Ghiberti, que era más natural, consiguió ganar; y se le comisionó realizar la puerta norte. Esta obra se desarrolló entre 1402 y 1424.
Esta puerta venía, además, de una tradición italiana muy antigua, en la que se encuadran puertas de época románica como la puerta de bronce de la basílica de San Zenón en Verona y la puerta de San Rainiero (c. 1180) de la catedral de Pisa, que tienen el mismo formato.

## Historia
Tan satisfechos quedaron con su trabajo, que al año siguiente de terminado, en 1425, se le encargó sin convocar otro concurso, la realización de la última puerta del baptisterio (la primera, hoy al sur, fue realizada por Andrea Pisano entre el 1330 y el 1336). La realización de esta puerta se prolongó 27 años. En 1452 Ghiberti, con setenta años de edad, colocó los últimos paneles de bronce. A lo largo de estos años, la empresa contó con la ayuda de un grupo de estudiantes, entre ellos algunos artistas consagrados: además de sus hijos Víctor y Thomas Ghiberti, colaboraron Luca della Robbia, Donatello, Michelozzo (1436-1442), Benozzo Gozzoli (de 1442) y Bernardo Cennini.
Inicialmente se había previsto una puerta con 28 tableros con escenas del Antiguo Testamento, incluyendo ocho tableros en las dos últimas filas, reservados para las figuras individuales de los profetas. De esta forma se daba continuidad al ciclo decorativo iniciado en las otras puertas por Leonardo Bruni, canciller de la República y humanista destacado. Pero al avanzar en el trabajo Ghiberti decidió crear una obra muy innovadora, con solo diez tableros de mayores dimensiones y con la cornisa externa, en vez de interna al conjunto. (De hecho el patrón de veintiocho tableros centrados, con los pernos prisioneros, sigue siendo visible en la parte posterior de la puerta).
El cambio en el plan tuvo lugar en 1435, cuando Cosme de Médici regresó del exilio. Incluso se estima que el panel Historia de José es una referencia clara a Cosme, al que se comparó con José, quien, traicionado por sus hermanos, más tarde se convirtió en su salvador y portador de bienestar para toda su comunidad.
Se cree que el esquema iconográfico podría haber sido obra de Ambrogio Traversi, general de la orden de camaldulenses, conocedor del idioma griego y el único capacitado en aquella época para consultar los textos sobre los episodios representados. También se cree que el nuevo desarrollo de la perspectiva condicionó la decisión de utilizar diez secciones, ya que este método era más adecuado para los valores de racionalidad y síntesis del Renacimiento, porque mediante los diez paneles se brinda un panorama y se transmite la sensación perseguida.
En el momento de la colocación, por su enorme belleza, se decidió asignar la nueva puerta al frente principal, o fachada este, que da a la Catedral. Para ello se desmontó la puerta de Andrea Pisano, que fue reubicada en la entrada sur secundaria. Desde el punto de vista de la iconografía, todas las puertas representan los episodios evangélicos más importantes.

## Características
La obra se compone de dos batientes. Sus dimensiones son 5,20 metros de altura, 3,21 metros de ancho y 11 centímetros de grosor. Cada escena es de 80 por 80 centímetros. El conjunto pesa ocho toneladas. 
Las puertas se componen de 10 escenas del Antiguo Testamento, cinco por cada batiente. Cada escena se ha trabajado en bronce y se encuentra dorada a la hoja. En las Puertas del Paraíso se pueden apreciar el alto, medio y bajo relieve con el que Ghiberti consigue sensaciones de profundidad y corporeidad en los objetos y personajes (Schiacciato), además de sombras y perspectiva.
El nombre de Puerta del Paraíso, se debe a una afirmación de Miguel Ángel, quien dijo que ella era digna de adornar las puertas del Paraíso. Por su parte, Giorgio Vasari, el primer historiador del arte, un siglo después, las consideró la obra de arte más perfecta y hermosa del mundo.

## Inundación y restauración
En 1966, esta obra sufrió graves daños como consecuencia de las inundaciones que cubrieron buena parte de Florencia. Entre 1979 y 2012, la puerta fue sometida a una lenta y profunda restauración, tras muchas décadas de abandono a los elementos y el vandalismo. 
En la actualidad, los paneles han sido reemplazados por copias; y los originales, para protegerlos de la contaminación y las inclemencias del clima, se exponen en el museo dell'Opera del Duomo, que está en las inmediaciones del Baptisterio.

## Galería de imágenes
| Asunto              | Subescena | Imagen | Imagen | Asunto                         | Subescena |
| ------------------- | --- | ------ | ------ | ------------------------------ | --- |
| Adán y Eva          | Creazione di Adamo Creazione di Eva Peccato originale Cacciata dal paradiso terrestre                                                                                 |        |        | Caín y Abel                    | |
| Noé                 | |        |        | Abraham                        | |
| Isaac, Esaú y Jacob | Nascita di Esaù e Giacobbe Esaù parte per la caccia salutato dal padre Isacco Rebecca e Giacobbe ordiscono l'inganno con la pelle di agnello Isacco benedice Giacobbe |        |        | José                           | Giuseppe gettato dai fratelli nel pozzo Giuseppe venduto ai mercanti Consegna di Giuseppe al faraone Interpretazione del sogno del faraone Il faraone rende onore a Giuseppe Giacobbe manda i figli in Egitto per prendere il grano Giuseppe riconosce i fratelli, li perdona e torna a casa dal padre |
| Moisés              | |        |        | Josué                          | |
| David               | |        |        | Rey Salomón y la Reina de Saba | |

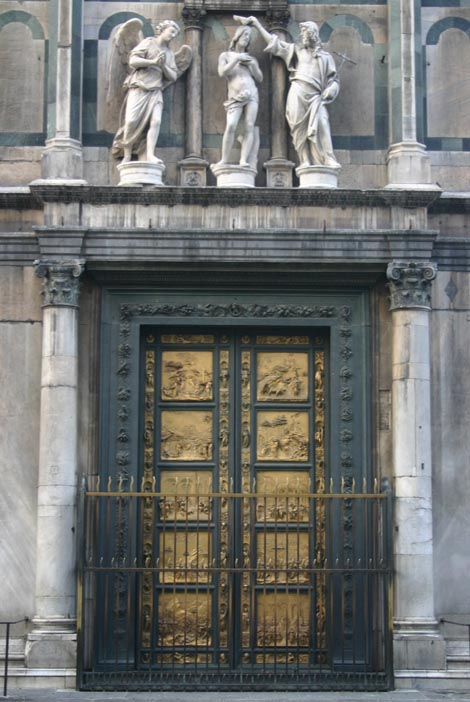
Puerta, con las esculturas de Sansovino e Innocenzo Spinazzi.
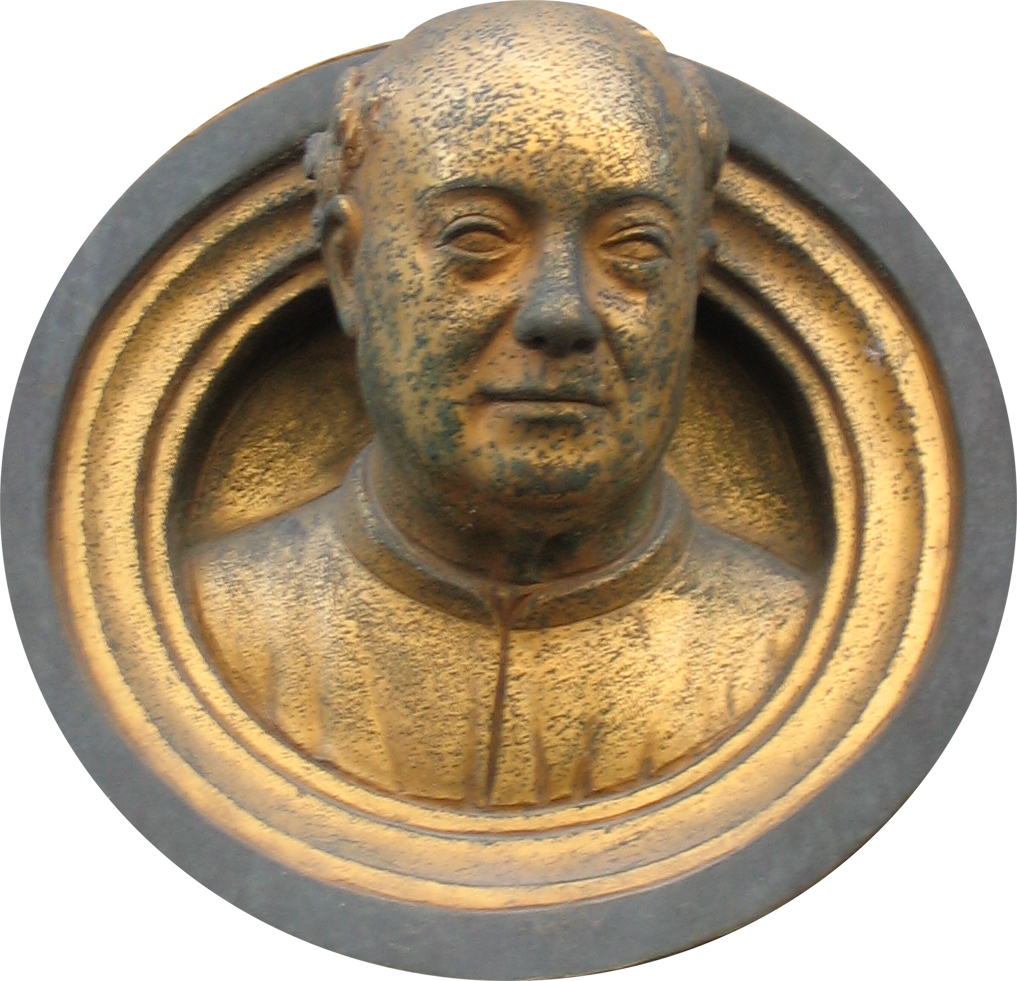
Autorretrato de Lorenzo Ghiberti, lado lateral del panel.
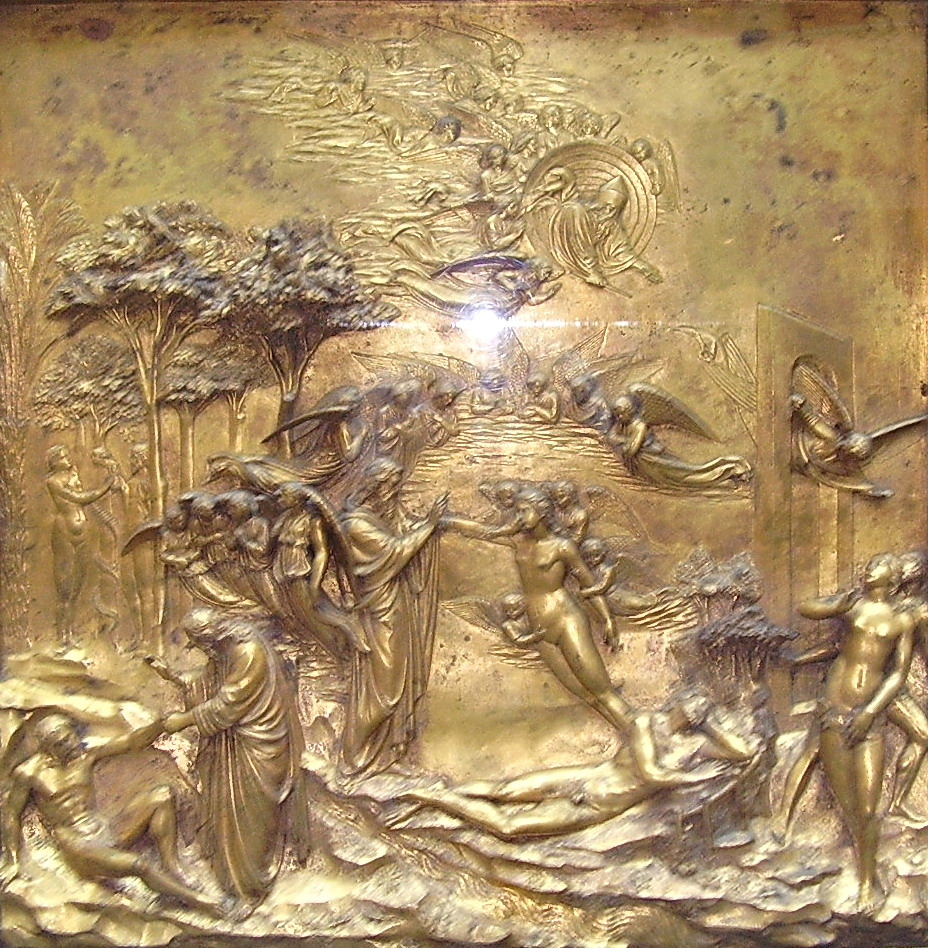
1. Adán y Eva.
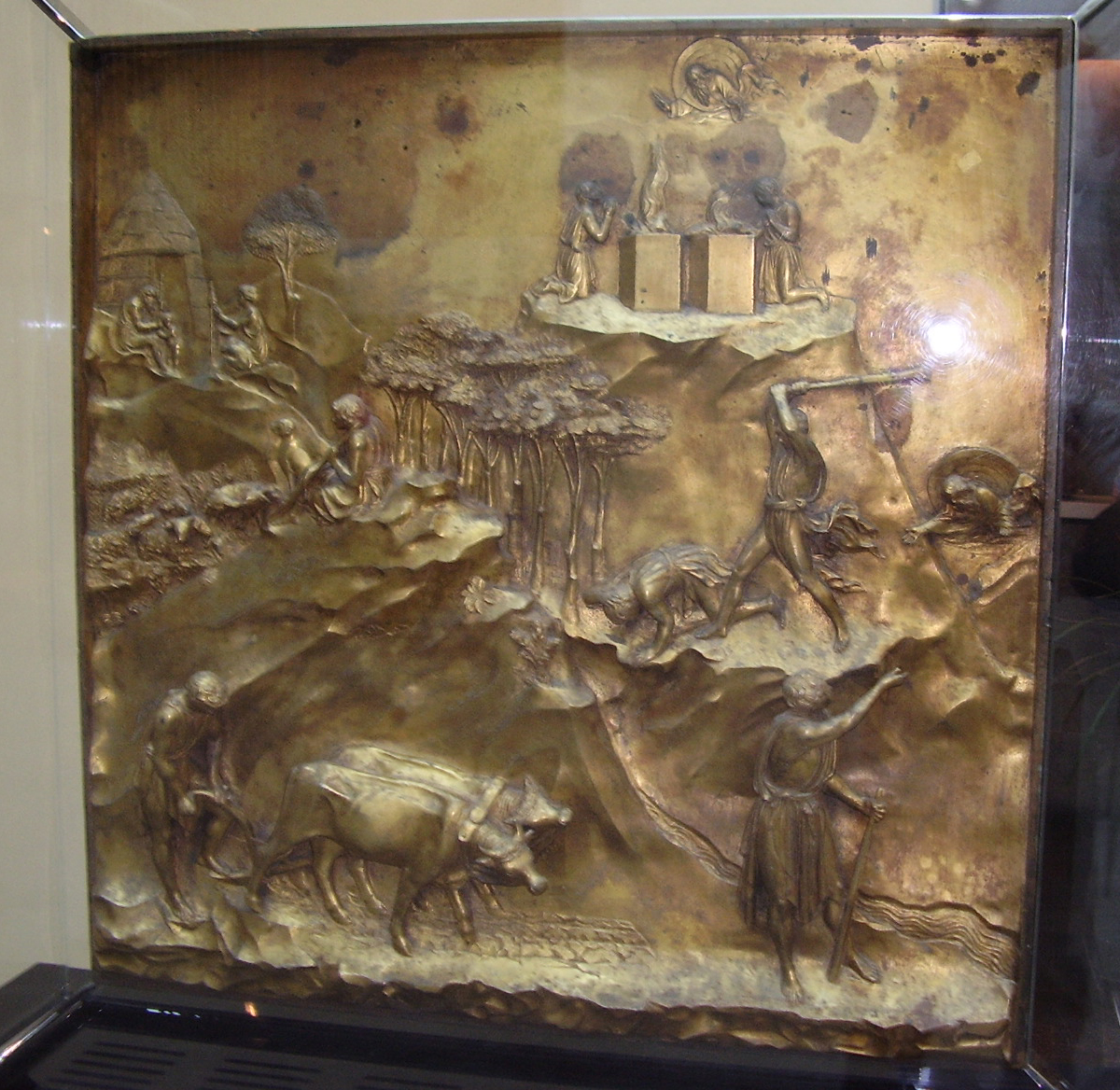
2. Caín y Abel.
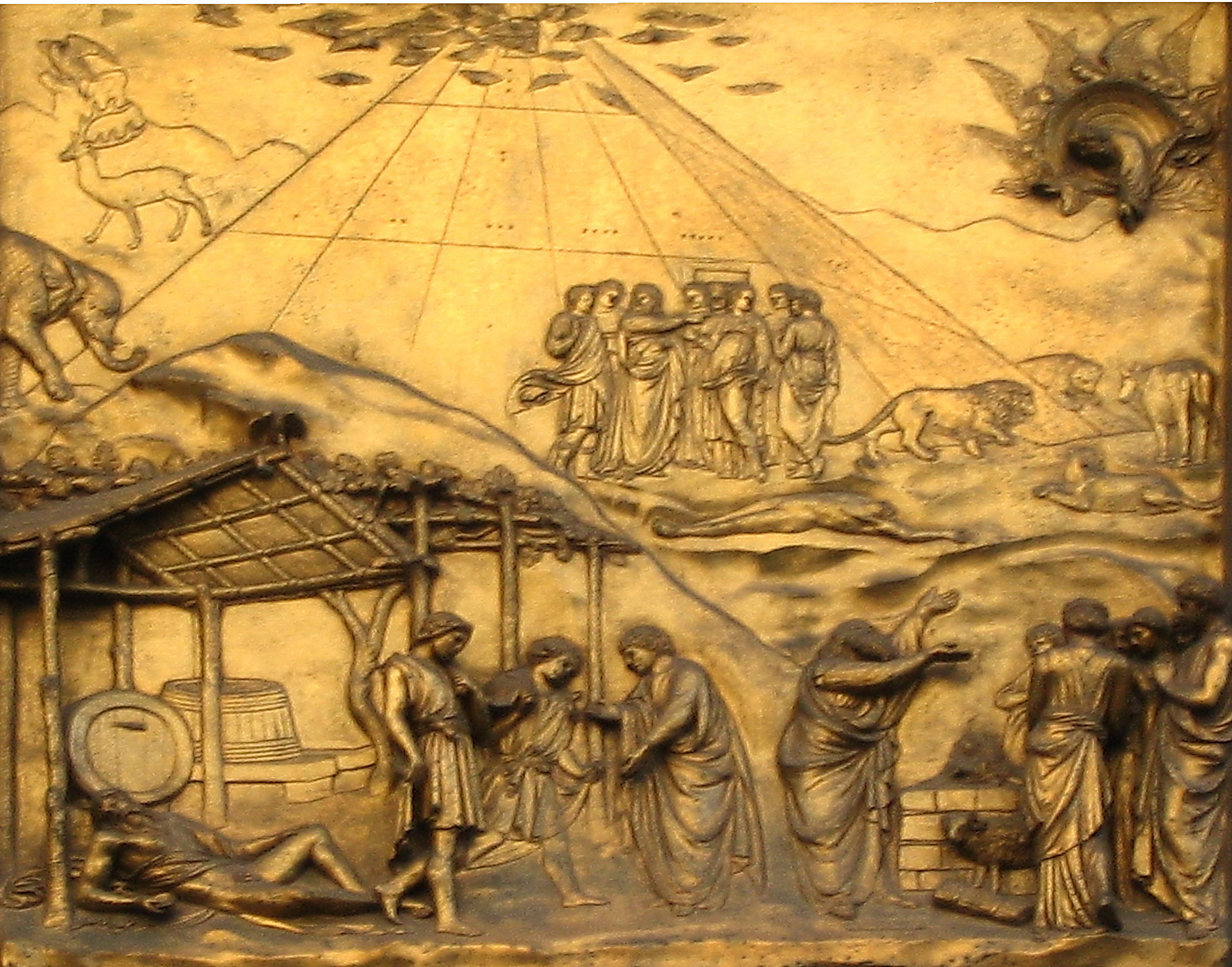
3. Noé (copia local).
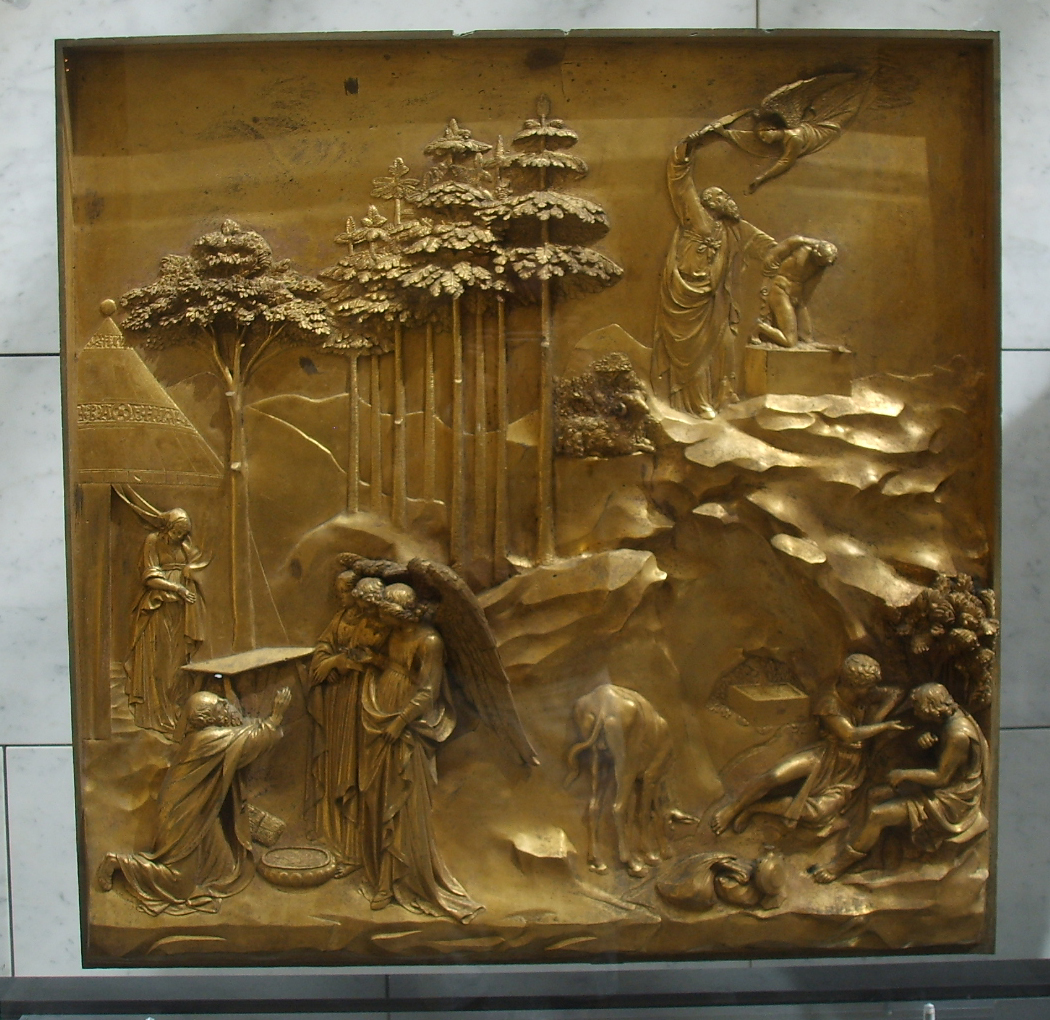
4. Abraham.(error imagen)
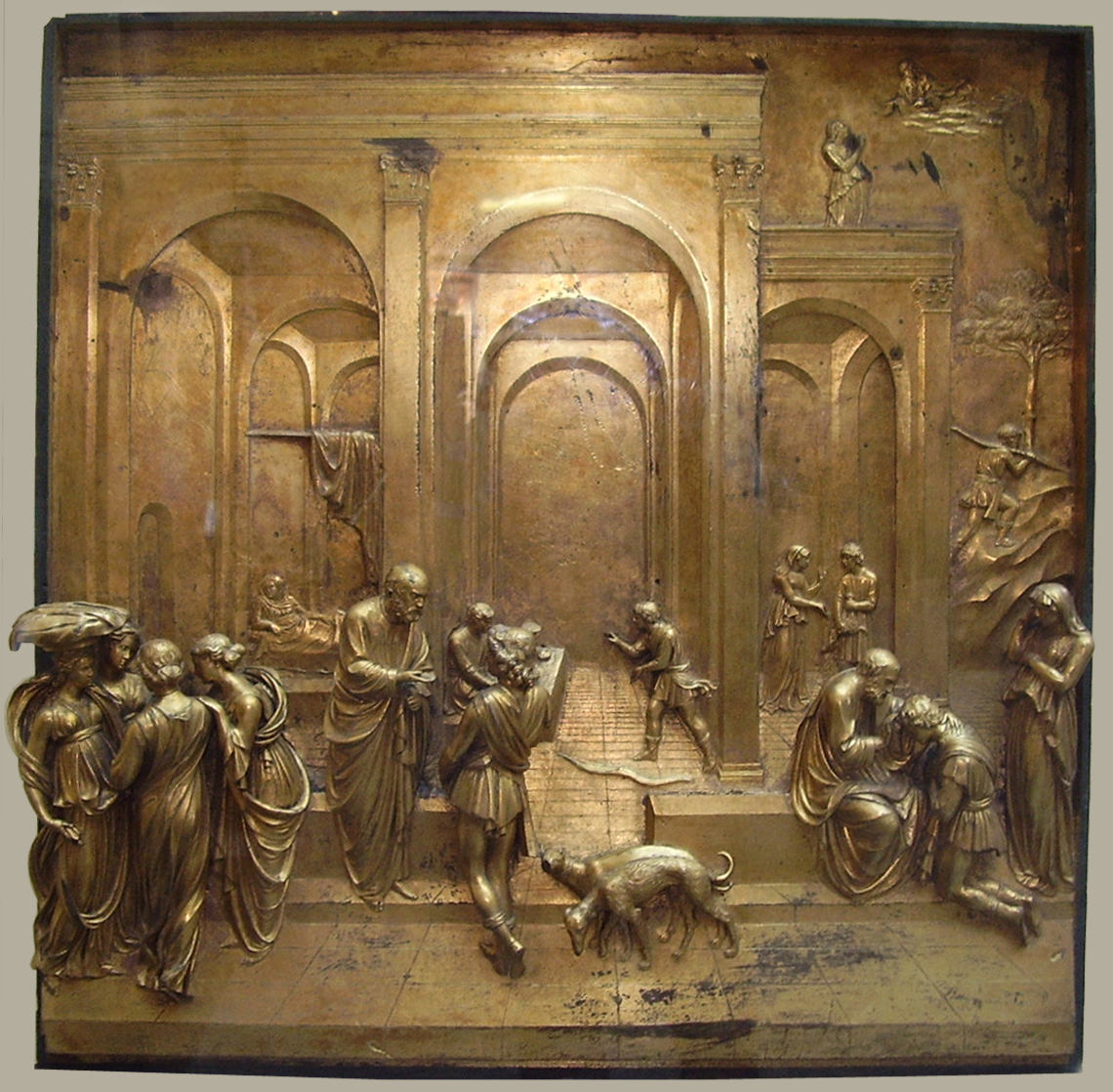
5. Isaac, Esaù y Jacob.
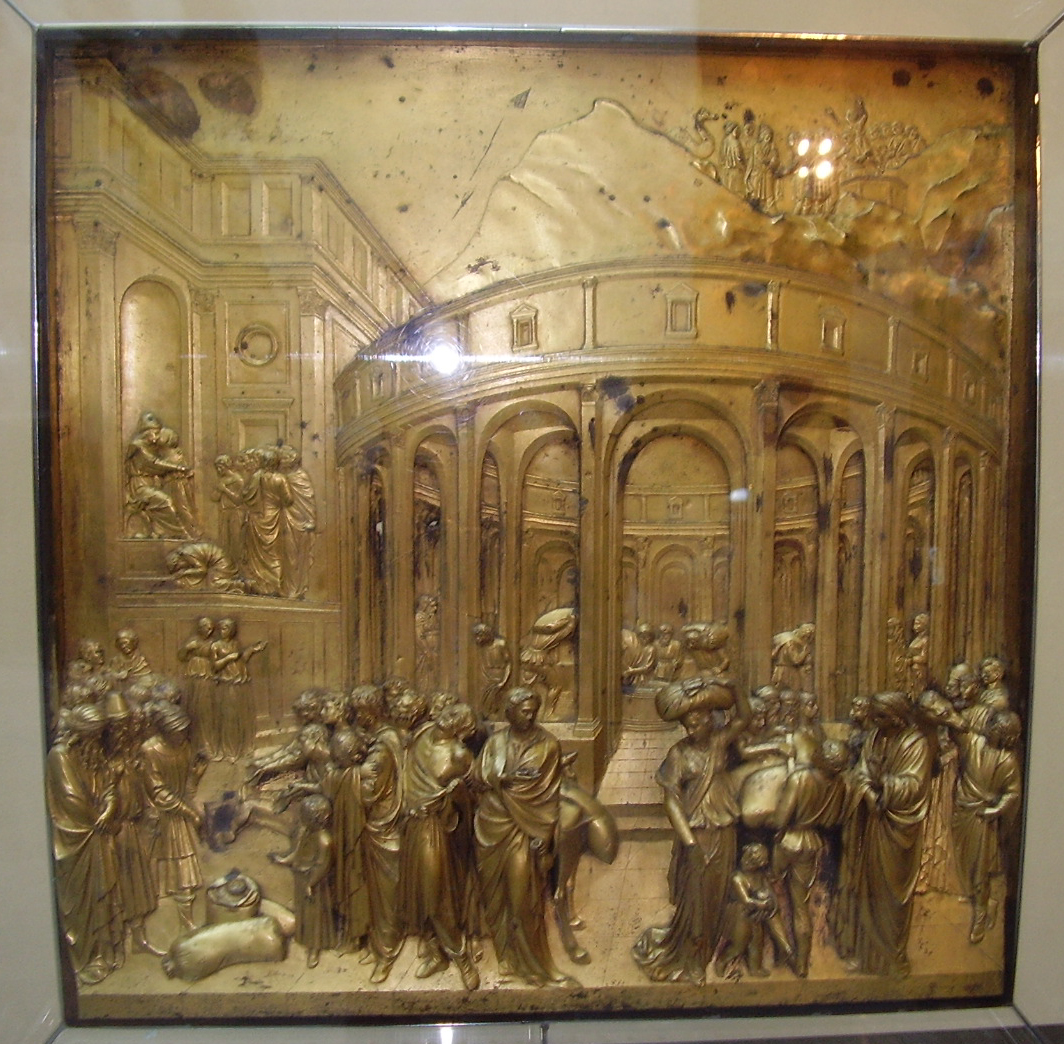
6. José.
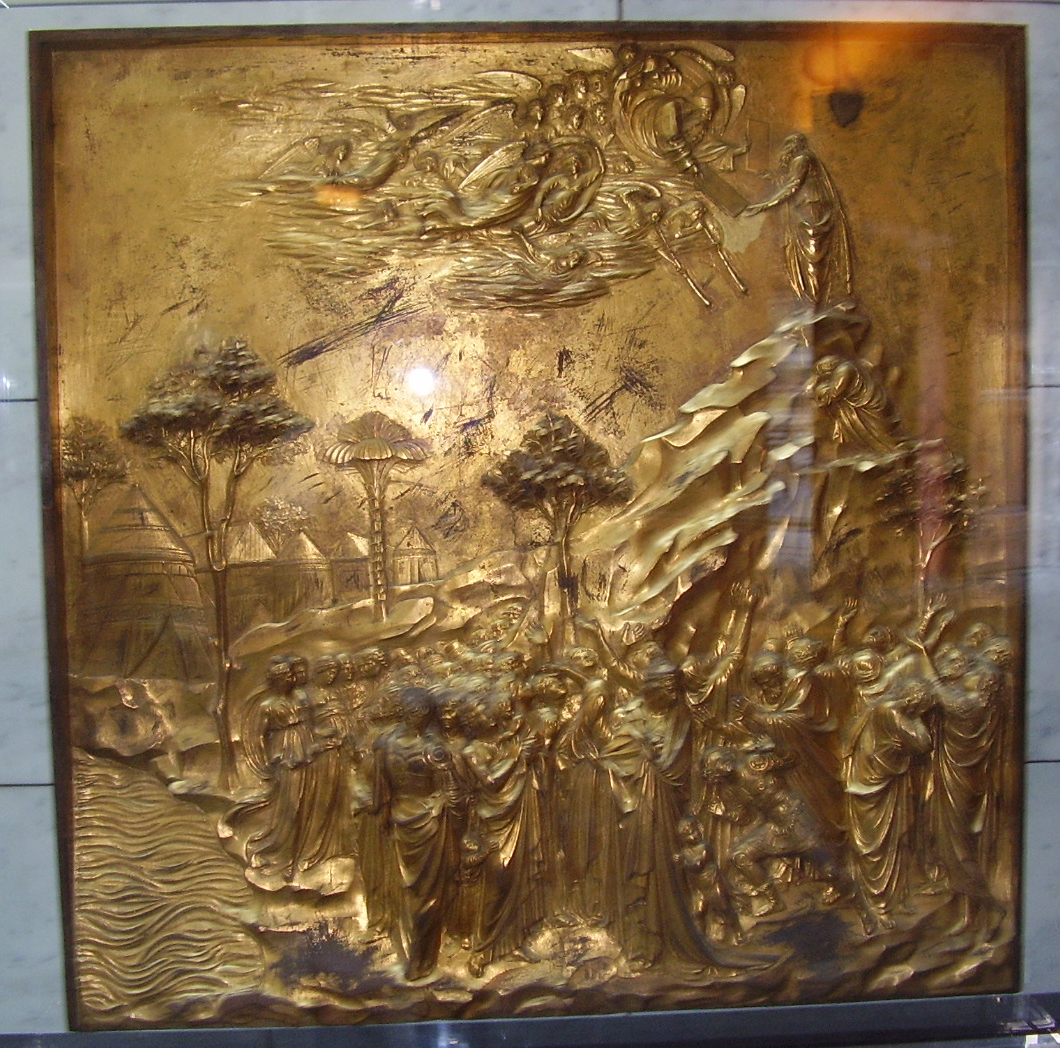
7. Moisés.
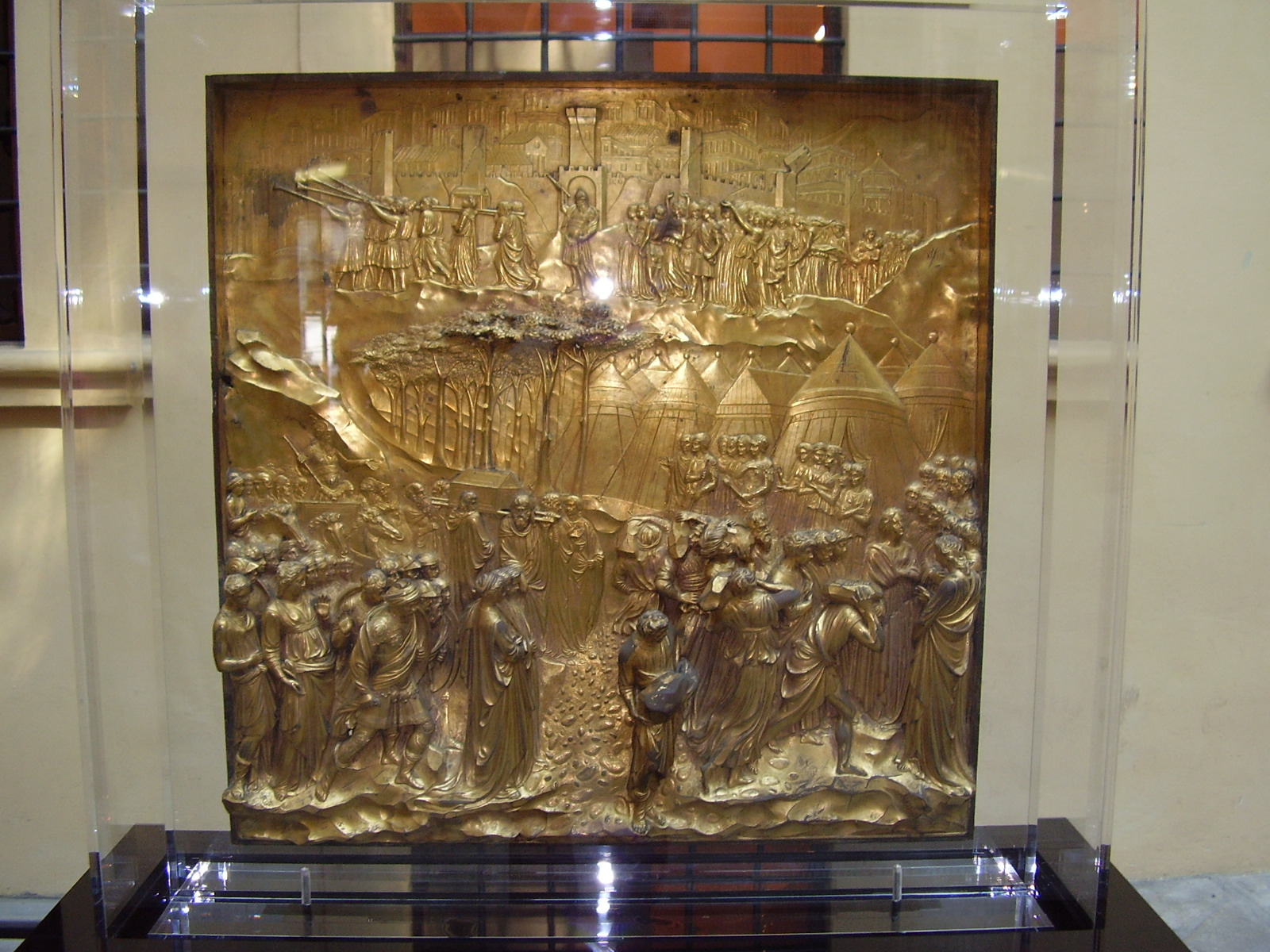
8. Josué.
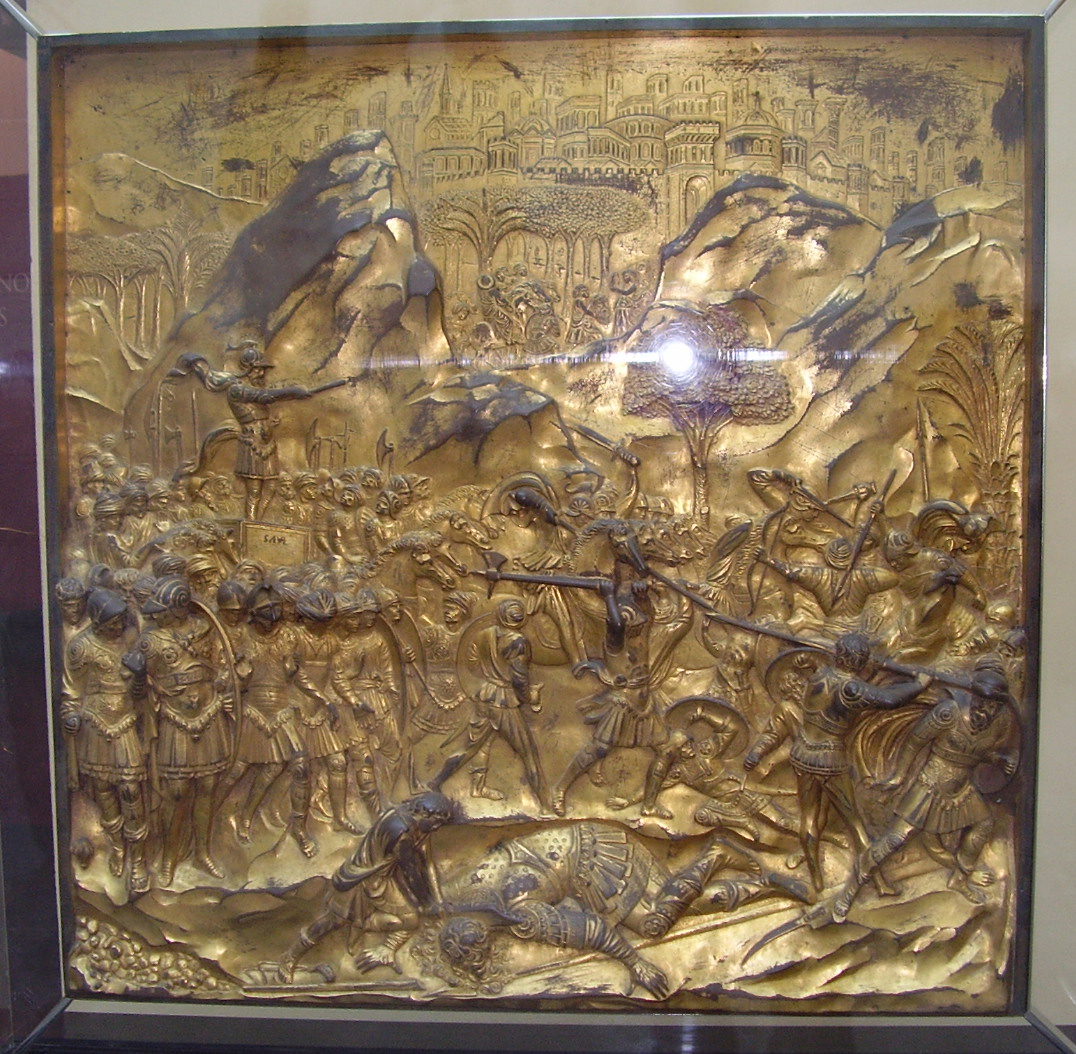
9. David y Goliat.
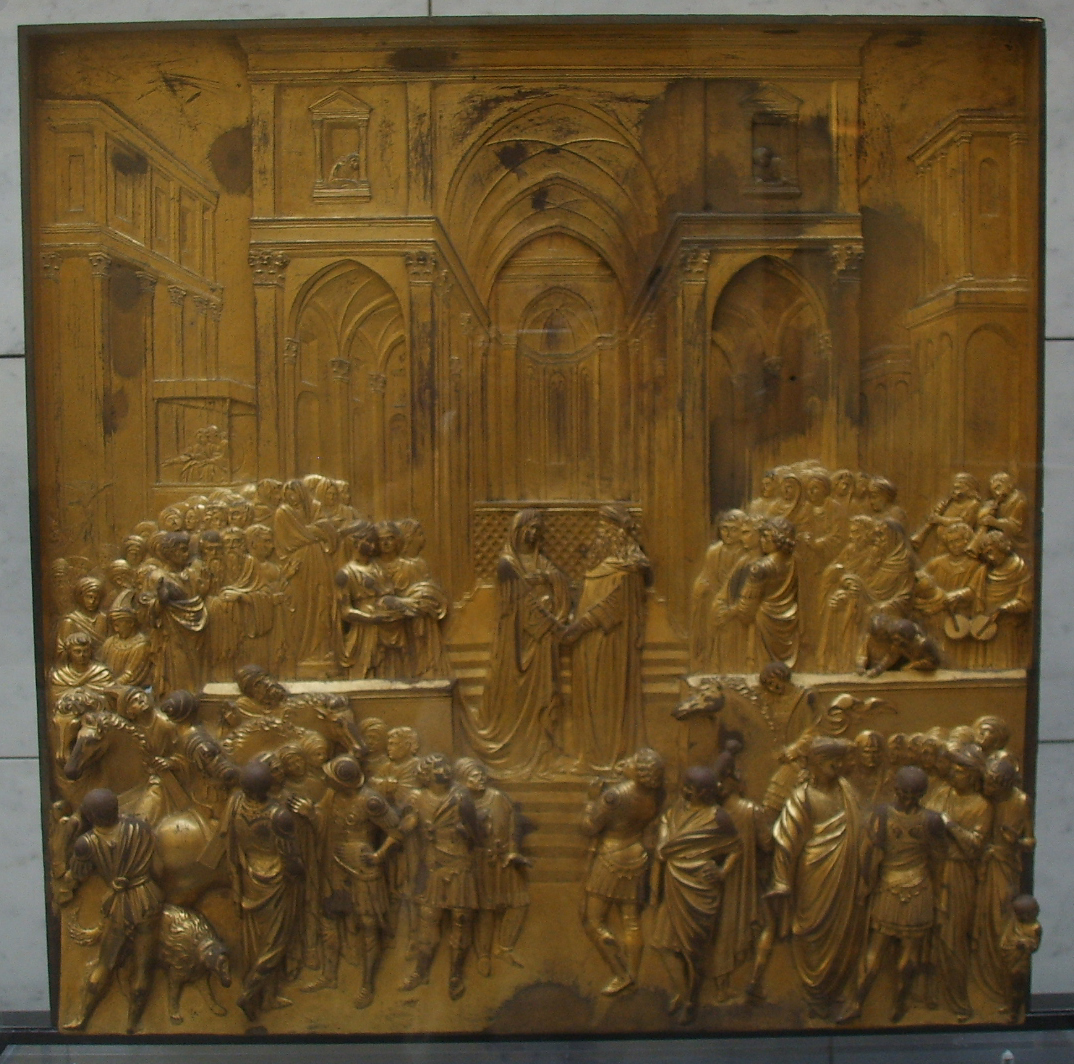
10. Salomón y la reina de Saba.